# Walid al-Mouallem
Walid al-Mouallem (en arabe : وليد محيي الدين المعلم), né le 13 janvier 1941 à Damas, en Syrie, et mort le 16 novembre 2020 dans la même ville, est un homme politique syrien. Il est vice-Premier ministre de 2012 à 2020 et ministre des Affaires étrangères de la Syrie de 2006 à 2020.
Musulman sunnite malgré sa loyauté envers un gouvernement alaouite, il est marié et père de trois enfants. Particulièrement fidèle au clan des Assad, Walid Moallem conserve sa place au service de Hafez el-Assad et de son fils Bachar, malgré les nombreux remaniements ministériels.  
Il est l'auteur de quatre ouvrages sur l'histoire de la Syrie ou le conflit palestinien.

## Biographie
Après des études en économie à l’université du Caire, Walid Moallem entre au ministère des Affaires étrangères en 1964. Il est nommé ambassadeur de la Syrie en Roumanie entre 1975 et 1980, puis ambassadeur aux États-Unis de 1990 à 1999, après un retour de dix ans dans les bureaux de Dama. Il est présent à la signature des accords d'Oslo le 13 septembre 1993. Il fait également une partie de sa carrière diplomatique en Arabie saoudite, en Espagne et au Royaume-Uni.
En tant que diplomate, il participe à des négociations secrètes de paix entre Israël et la Syrie, Damas étant prêt à une paix totale en échange d’un retrait israélien total du plateau du Golan occupé depuis juin 1967. Ces tractations durent 20 ans avant d'être définitivement stoppées par la révolution syrienne en 2011. 
Au début des années 2000, il devient vice-ministre des Affaires étrangères, et est chargé d’assainir les relations avec le Liban sous occupation syrienne entre la fin de la guerre civile en 1990 et 2005. Walid al-Mouallem est soupçonné par certains observateurs d'être mêlé à l’assassinat de l'ancien Premier ministre du Liban Rafiq Hariri, qu'il menace quelques semaines avant sa mort en disant « Nous et les services (de sécurité) ici (au Liban) t’avons coincé. S’il te plaît, ne prends pas les choses à la légère. ».

## Ministre des affaires étrangères
Il est nommé ministre des Affaires étrangères en 2006 et vice-Premier ministre en 2012. Il occupe ces deux fonctions jusqu'à sa mort.

### Guerre civile syrienne
À partir de 2011, il attribue le déclenchement de la guerre civile syrienne à un « complot international ». Quelques mois après le début du conflit, il fait l'objet de sanctions de la part des États-Unis qui l'accusent d'essayer de « masquer les actes horribles du régime ».
En août 2013, à la suite du massacre de la Ghouta commis par l'armée syrienne, Walid al-Mouallem menace les puissances occidentales préparant des frappes aérienne en représailles de cette attaque (finalement annulées), leur promettant une riposte avec des moyens de défense qui surprendraient leurs assaillants. Il affirme également que des frappes occidentales n'affecteraient pas la campagne militaire menée par Damas contre les rebelles.
Il réitère ses mises en garde contre toute « agression étrangère » à la suite d'informations faisant état d'éventuels envois de troupes saoudiennes et turques en Syrie pour lutter contre le groupe État islamique qui contrôle alors la moité du territoire syrien.
Régulièrement pendant le conflit le ministre syrien des Affaires étrangères se rend plusieurs fois à Genève pour participer au processus de paix sous médiation de l'ONU, qui n'aboutira pas,. Lors de ces pourparlers, le chercheur à l'International Crisis GroupPeter Harling, le juge « bon technicien de la négociation, mais n'ayant aucun mandat pour négocier ».

### Déplacement internationaux et entretiens bilatéraux

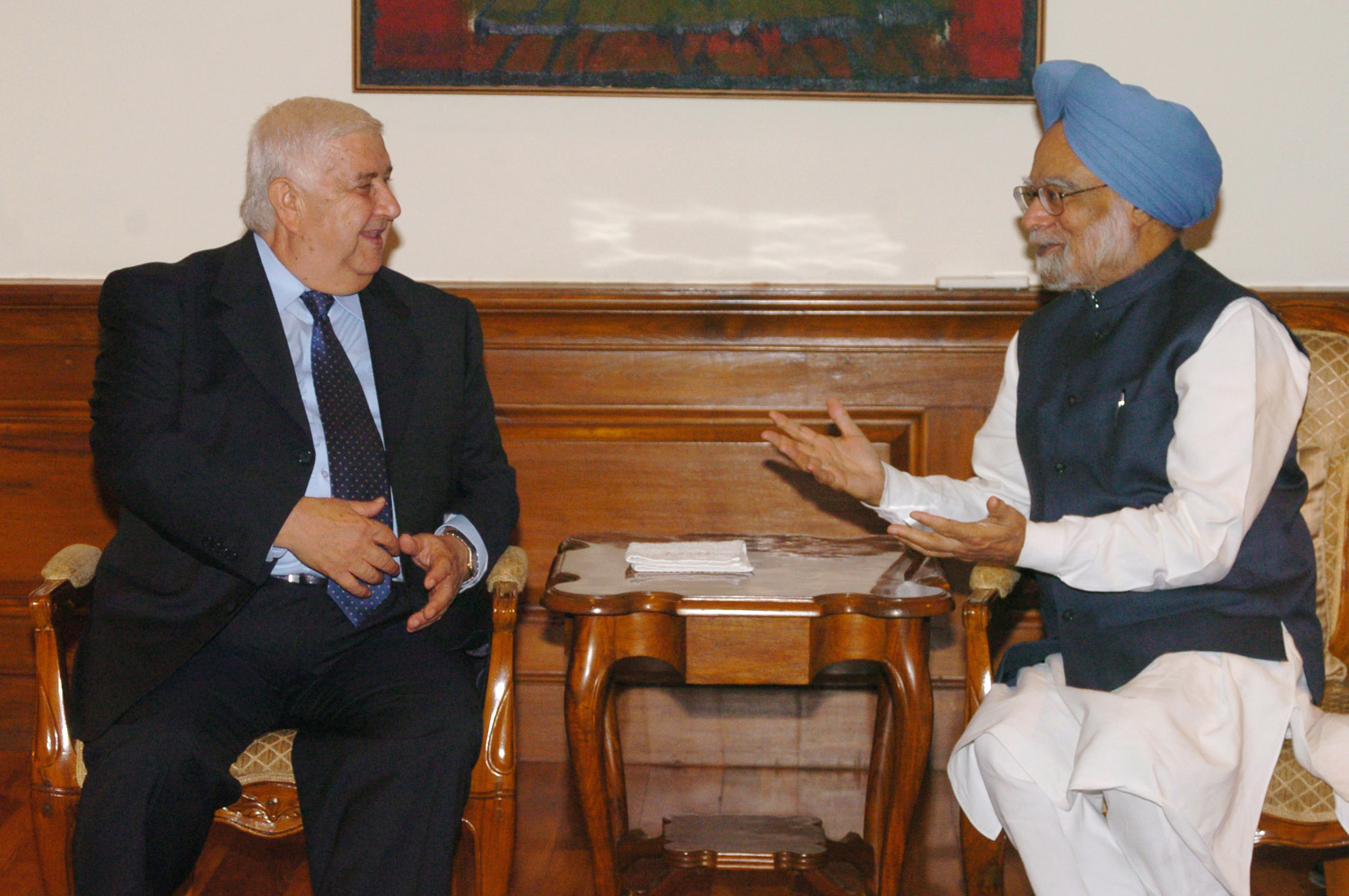
Walid Al-Mouallem en compagnie du Premier ministre, Manmohan Singh, à New Delhi le 13 août 2007

En août 2007, un an après sa nomination au poste de Ministre des Affaires étrangères, Walid Mouallem se rend à New Delhi et rencontre le Premier ministre indien Manmohan Singh. Deux ans plus tard, il se rend à Paris et rencontre son homologue français Bernard Kouchner, pour évoquer l'approfondissement des relations bilatérales franco-syriennes (rompues deux ans plus tard) et le programme nucléaire iranien.
À partir de l'année 2011 marquée par le début de la guerre civile, l'essentiel de ses visites concerne la recherche d'alliés contre les rebelles et les puissances étrangères menaçant le gouvernement syrien en raison de la répression exercée contre l'Opposition.
En mars 2016, Walid Mouallem se rend en Algérie à l'invitation du ministre d'État, ministre des Affaires étrangères et de la coopération internationale, Ramtane Lamamra. En octobre 2017, il se rend à New York pur l'Assemblée générale des Nations Unies où il rencontre son homologue libanais Gebran Bassil, alors que le Liban est divisé sur l'attitude à avoir vis-à-vis du gouvernement syrien pendant la guerre civile. En mars 2018, Walid Mouallem se rend à Oman pour inaugurer la nouvelle ambassade de Syrie, et loue les soutiens de Mascate à l'égard de la Syrie dans le cadre de forums internationaux et vante la coopération économique entre les deux états.
En août 2018, il se rend à Moscou pour s’entretenir avec son homologue russe Sergei Lavrov et déclarer que « l’alliance entre la Syrie et la Russie contre le terrorisme va se poursuivre par un partenariat dans la période de reconstruction », mettant l’accent sur une coopération sur les plans économique, culturel et social entre les deux pays. En avril 2019, Walid Moallem, reçoit son homologue iranien Javad Zarif à Damas, les deux hommes évoquent devant les journalistes le cas d’Idleb, bastion jihadiste dans le Nord-Ouest syrien qui échappe au pouvoir du régime syrien.

### Sanctions internationales contre la Syrie
De 2012 jusqu'à sa mort, il fait personnellement l'objet de sanctions des États-Unis et de l'Union européenne. En septembre 2019, interrogé en conférence de presse, sur le chef de la diplomatie américaine, Mike Pompeo, il répond avec sarcasme : « Qui est Pompeo ? Je ne le connais pas ».
En juin 2020, Walid al-Mouallem déclare que la loi César adoptée par les États-Unis pour sanctionner le régime syrien, ne ferait pas plier son pays. Dans la même intervention, il appelle le Liban, affecté par ricochet par cette loi en raison de l’implication du Hezbollah dans la guerre civile syrienne, à coopérer avec Damas pour résister aux pressions américaines.

### Mort en cours de mandat
En mars 2014, et il est admis en urgence à l’American University Hospital de Beyrouth en mars 2014, pour de graves problèmes cardiaques nécessitant une opération à cœur ouvert. Il reprend son poste les années suivantes. Il meurt le 16 novembre 2020, probablement à la suite de plusieurs détériorations de son état santé, bien que le régime syrien n'ait pas communiqué officiellement la cause de sa mort.
Plusieurs hommages lui sont rendus par des personnalités du régime syrien saluant louaient un « grand homme » au « calme légendaire », auxquelles se joignent des personnalités du gouvernement libanais comme le président Michel Aoun, et le président du Parlement libanais, Nabih Berry. Le chef de la diplomatie iranienne, Mohammad Javad Zarif, rappelle que Walid Mouallem avait « joué un rôle important dans le service et la défense des intérêts nationaux et de la sécurité de son pays ». La Russie, soutien indéfectible du régime Assad, s'exprime via le vice-ministre russe des Affaires étrangères, Mikhaïl Bogdanov, qui salue un « diplomate expérimenté » et déploré la perte d' «un partenaire très fiable et un ami sincère qui comprenait l'importance des relations syro-russes ». 
Les militants de l'Opposition syrienne le décrivent comme un personnage « corpulent et apathique » considéré comme un « simple porte-parole » qui « n’aura jamais obtenu de victoire diplomatique ».